# Partido Florentino Ameghino
Florentino Ameghino ist ein Partido in der argentinischen Provinz Buenos Aires, gelegen im Nordwesten der Provinz in der 4a Sección Electoral. Das Partido hatte bei der Volkszählung 2010 8.869 Einwohner. Bei einer Oberfläche von 1.825 km² beträgt die Bevölkerungsdichte Florentino Ameghino somit 4,86 km².
Verwaltungszentrum ist der gleichnamige Ort Florentino Ameghino, weitere Orte im Partido sind Blaquier und Porvenir. Insgesamt existieren 2.986 Haushalte im Partido, die Arbeitslosigkeit beträgt 4,8 %. Das Partido Florentino Ameghino ist umgeben von den Partidos General Villegas, General Pinto, Lincoln und Carlos Tejedor.
Intendente Florentino Ameghinos ist Francisco Iribarren vom Partido Justicialista. Durch das Partido führt die Ruta Nacional 188.
Das Partido wurde 1991 geschaffen, als es durch das Provinzgesetz 11071 vom Partido General Pinto losgelöst wurde. Bis spät ins 19. Jahrhundert war das Gebiet zwischen dem Staat Argentinien und indigenen Völkern umstritten. Seit 1891 unterstand das Gebiet des heutigen Partidos Florentino Ameghino dem damaligen Partido General Lavalle (heute General Pinto). Der Hauptort des Partidos wurde 1896 als Halsey gegründet und 1913 nach Florentino Ameghino, einem argentinischen Wissenschaftler, neu benannt.